# Computer Based Testing
Computer Based Testing (CBT) とは試験における工程を全てコンピュータ上で行う事、およびそれを行うサービスの事である。
受験者はコンピュータによってディスプレイに表示される問題に対してマウスやキーボードを用いて解答する。

## CBTの種類
受験する場所、環境に応じ、大きく分けて2種類ある
テストセンター型
テスト事業者が運営する専用の施設やパソコンスクールなど、試験管理者の監視と管理の行き届いた場所で行う。
試験会場では、受付で本人確認を行った上で、用意されたロッカー等に私物を格納し、専用会場内で専用コンピュータで試験を行う。
また試験中は、試験監督官による監視が入り、カンニング防止対策も厳重に行われている。
自宅型
受験者の用意する場所（自宅など）で、受験者自身の用意する環境（私有パソコン／回線）で行う。試験管理者の監視と管理には課題があり、どのように管理するかによりさらに種類が細分化され、
- 常時試験官がカメラ越しに監視するタイプ
- カメラ動画をAIにて判定し、後刻、試験官が録画をチェックするタイプ
- 監視がなく、受験者の善意に任せるタイプ、などがある

最近の自宅型の発展に伴い、テスト事業者の間では上記テストセンター型のみを（狭義の）CBTと呼ぶことや、上記自宅型のことを特にIBTやWBTと呼ぶことも多い。

## CBTのメリット
- 紙試験に比べて問題配布や答案回収の手間を軽減させることができる。
- 紙試験では、7大都市のみ開催などが多かったが、全国で試験を受けられる環境が配備されている。
- 随時試験を導入する団体が増えており、比較的自由に受検場所や日時を選択できる場合が多い。
- 文章に限らず動画、音声を使用した問題を作成できる。
- 試験結果が試験終了後にすぐに判明する場合が多い。

## 現在CBTシステムを使用しているテスト

### 国家試験
- ITパスポート試験（iパス）
- 基本情報技術者試験（FE）[3]
- 情報セキュリティマネジメント試験（SG）[3]
- 運行管理者試験[4]
- 陸上特殊無線技士試験（第二、三級）[5]
- アマチュア無線技士試験（第三、四級）
- 工事担任者試験（第二級アナログ、第二級デジタル）
- 電気工事士試験（第一種、第二種）
- 旅行業務取扱管理者試験（国内）
- ファイナンシャル・プランニング技能士試験（三級）

### 公的検定試験
日本商工会議所主催の試験
- 日商簿記検定（2級〜3級、初級）
- 日商PC検定試験
- 日商プログラミング検定
- 日商ビジネス英語検定
- DCプランナー（金融財政事情研究会との共催)

東京商工会議所主催の試験
- カラーコーディネーター検定試験
- ビジネス実務法務検定試験（2級〜3級）
- 福祉住環境コーディネーター検定試験（2級〜3級）
- 国際会計検定 (BATIC)
- 環境社会検定試験 （eco検定）
- ビジネスマネジャー検定試験

中央職業能力開発協会の認定試験
- コンピュータサービス技能評価試験（CS試験）

文部科学省後援の検定試験
- 情報検定（J検）情報活用試験（従来のペーパー方式は団体受験のみ実施）
- 情報検定（J検）情報システム試験（従来のペーパー方式は団体受験のみ実施）
- 情報検定（J検）情報デザイン試験（CBT方式のみ実施）
- ビジネス能力検定ジョブパス（1級はCBT方式のみ実施。2級および3級はペーパー方式も従来通り実施する）
- 実用英語技能検定（準1級～3級のみ。ペーパー方式も従来通り実施する）
- 家庭料理技能検定（ペーパー方式は団体受験のみ実施）
- 統計検定
- 秘書技能検定試験（2級～3級のみ。ペーパー方式も従来通り実施する）

経済産業省後援の検定試験
- ITコーディネータ試験

### 民間検定試験
- アクチュアリー
- パソコン検定（P検）
- 日本漢字能力検定（2～7級）
- マイクロソフト認定プロフェッショナル（MCP）
- Microsoft Office Specialist（MOS）
- 日経TEST（ペーパーテストと併用）
- ドットコムマスター（Basic・シングルスター・ダブルスターのみ）
- シスコ技術者認定
- 土木学会認定土木技術者（2級）
- CAD利用技術者試験（2級/基礎）
- 3Dプリンター活用技術検定
- 考古検定　2012年より。最上級を除く。
- PHP技術者認定機構初級試験、上級試験
- Excel表計算処理技能認定試験
- くるまマイスター検定
- ORACLE MASTER
- Oracle Java Certification
- CompTIA (Computing Technology Industry Association)
- Certified Information Systems Security Professional (CISSP)
- ISACA公認情報システム監査人 (CISA)、公認情報セキュリティマネージャー (CISM)
- PMC,PMS プログラム＆プロジェクトマネジメント（P2M）資格試験
- 日本ラーメン検定

### 大学
- 放送大学 - 2022年度より、単位認定試験はIBT方式での受験が原則化された。

## 主なCBT業者
- 株式会社シー・ビー・ティ・ソリューションズ[6]

日本の企業で、日本国内の導入団体数は200団体ほど。
日商簿記・漢検をはじめとした有名検定から、IPAをはじめとした国家試験のCBT総合委託を行っている。
日本の国内導入団体数・国内試験会場数については2020年8月時点でNo.1となる。
- プロメトリック株式会社

外資系企業で、日本の国内の導入団体は50団体ほど。
主に日本国外の試験を運営しており、日本以外の国でも必要な試験などを主に実施している。
- ピアソンVUE

外資系企業で、主に日本国外の試験を運営しており、日本以外の国でも必要な試験などを主に実施している。